# Alёnka
Alёnka (Алёнка) è un film del 1961 diretto da Boris Vasil'evič Barnet.